# Mammillaria grusonii
Mammillaria grusonii är en kaktusväxtart som beskrevs av Runge. Mammillaria grusonii ingår i släktet Mammillaria och familjen kaktusväxter. Inga underarter finns listade i Catalogue of Life.